# Landesverband der Wählergemeinschaften Schleswig-Holstein
Der Landesverband der Wählergemeinschaften Schleswig-Holstein (Abkürzung WG-SH) ist der größte Dachverband von Wählergemeinschaften in Schleswig-Holstein. Amtierender Vorsitzender ist Norbert P. Hoppe.
Freie Wählergruppen haben in Schleswig-Holstein eine lange Tradition und sind auf der kommunalen Ebene sehr erfolgreich. So erreichten bei der Kommunalwahl 2008 verschiedene Wählergruppen mit 6784 Mandaten und 51,8 % vor der CDU mit 3400 Mandaten und 26 % und vor der SPD mit 2141 Mandaten und 16,4 % das deutschlandweit beste Ergebnis von Wählergruppen.
Der Landesverband wurde im Oktober 2008 unter dem Namen Landesverband Freie Wähler Schleswig-Holstein e. V. gegründet. Er sollte die verschiedenen Wählergemeinschaften in Schleswig-Holstein organisieren und außerparlamentarisch Lobbyarbeit betreiben. Der Verband wurde nicht Mitglied im Bundesverband Freie Wähler Deutschland. Am 11. Februar 2012 benannte sich der Verband in Landesverband der Wählergemeinschaften Schleswig-Holstein um.
Innerhalb des Landesverbandes ist die Teilnahme an Landtags- und Bundestagswahlen umstritten. Unter anderem deswegen erfolgte die Umbenennung, um eine Verwechslung mit der Bundesvereinigung Freie Wähler zu vermeiden.